# Йосиф Верещинський

Герб Корчак.

Йо́сиф Верещи́нський (пол. Józef Wereszczyński; бл. 1530 або 1539, Збараж — 1598) — церковний та суспільно-політичний діяч XVI століття. Римо-католицький проповідник і публіцист, мислитель-гуманіст, письменник. Київський єпископ РКЦ (1592—1598). Доктор теології. Представник шляхетського роду Верещинських гербу Корчак. Автор ідеї перетворення Війська Запорозького на лицарський орден задля оборони південних рубежів Речі Посполитої від татар і турків.

## Біографія
За даними П. Саса, народився близько 1530 року, за даними С. Ткачова й В. Ханаса — у 1539 році в м. Збаражі. Походив зі старовинного українського шляхетського роду. Батьки: холмський підсудок Андрій Федорович Верещинський, його дружина Анна з Яровських. Батько першим у родині перейшов з православ'я на римо-католицький обряд.
Навчався у Красному Ставі та за кордоном, де здобув ступінь доктора теології. У 1577 році став каноніком РКЦ у Холмі, потім був опатом (абатом ігуменом) бенедиктинського монастиря в Сєцєхові. 1589 року іменований на Київське єпископство. 1592 року посвячений київським католицьким єпископом. Свою єпископську резиденцію Фастів перейменував на Новий Верещин. Сприяв заселенню Фастівщини, налагодив дружні стосунки з українськими козаками.
Автор ряду політичних, полемічних, моралізаторських та поетичних творів, зокрема «Дорога певна до найшвидшого і найнадійнішого осадження в Руському краї пустельних земель лицарством Королівства Польського» (1592), «Оголошення про фундування лицарської школи для синів коронних в Україні, подібно до уставу мальтійських хрестоносців» (1594), «Побудка… з метою піднесення святої війни спільною рукою проти турків і татар» (1594), «Спосіб осади Нового Києва й оборони колишньої столиці Київського князівства…» (1595), «Голос на піднесення потужної війни проти турецького царя» (1597). Особливого значення має його «Війську Запорозькому пресвітлий виказ» (1596) — з проєктом утворення в Україні князівства і козацьких територіальних полків.
Автор низки політичних проєктів, присвячених обороні України, а також усієї Європи від турецько-татарських нападів. У листах до пап Григорія XIV й Клемента VIII, імператора Рудольфа II Габсбурга, російського царя Федора Івановича, а також у ряді творів — «Excitarz» (1592), «Pobudka» (1594), «Votum» (1597) — обстоював план хрестового походу європейських володарів проти «поганців». Політично значущі ідеї висловив стосовно історичних реалій України кінця 16 століття.
За даними Еріха Лясоти, заснував місто Снятинку (1 польська миля від Фастова). Помер у Кракові 1598 або 1599 року.

## Доробок
У творі «Droga Pewna» (1590) розробив проєкт реорганізації Війська Запорозького на засадах найманого територіального війська. У праці «Publika» (1594) запропонував оборонний план, що передбачав заснування на Задніпров'ї (Лівобережній Україні) лицарської школи на зразок академії — тогочасного вищого навчального закладу, а також ордену хрестоносців (за прикладом Мальтійського духовно-лицарського ордену). Виходив із того, що ці лицарські корпорації потребуватимуть як представників шляхти, так і лицарів міщансько-селянського походження, які за особисті заслуги могли бути нобілітованими. Ідея перенесення на український ґрунт середньовічних лицарських корпорацій трансформувалася згодом в ідею козацького князівства.
За висловом Володимира Литвинова, «у своєму світогляді Верещинський „поєднував у собі непоєднуване“, тобто ідеї ренесансного гуманізму і барокову сміливість та неординарність рішень, що виявилося, зокрема, у створенні проєкту лицарської школи на Задніпров'ї та висуненні ідеї козацької держави у формі князівства зі столицею у Києві».

### Державотворчі ідеї
Будучи переконаним прихильником безперервності історії України від руських часів, виступив автором ряду проєктів, зокрема, створення на схід від Дніпра козацької держави — Задніпровського князівства (1596) у ролі васала Польської Корони, під управлінням козацького гетьмана та задніпровського князя.
Як мислитель та історик Й. Верещинський вважається автором впровадження до політичного словника поняття «український народ» та наповнення його етнополітичним змістом.

## Твори
- Gościniec pewny niepomiernym moczygębom a obmierzłym wydmiflukom świata tego — «Дорога певна до найшвидшого і найнадійнішого осадження в Руському краї пустельних земель лицарством Королівства Польського» (1585)[9]
- Reguła, to jest Nauka albo postępek dobrego życia króla chrześcijańskiego (1587)
- Ekscytarz (1591)[10]
- Publika — «Оголошення про фундування лицарської школи для синів коронних в Україні, подібно до уставу мальтійських хрестоносців» (1594)
- «Побудка… з метою піднесення святої війни спільною рукою проти турків і татар» (1594)[11]
- «Спосіб осади Нового Києва і оборони колишньої столиці Київського князівства…» (1595)
- Votum — «Голос на піднесення потужної війни проти турецького царя» (1597)

### Вибрані твори
1. Pisma polityczne, wyd. K. J. Turowski, Kraków 1858, Biblioteka Polska, seria III, zeszyt 4-6, (tu m.in. pozycje: 6, 9, 11-12)
2. Pisma treści moralnej, wyd. K. J. Turowski, Kraków 1860, Biblioteka Polska, seria IV, zeszyt 27-28, (tu m.in. pozycje: 1-2).

### Епістолярій
1. Do nieznanej z nazwiska osoby, brak daty, wyd.: W. A. Maciejowski Piśmiennictwo polskie, t. 3 dod., Warszawa 1852; K. J. Turowski w wyd.: «Pisma polityczne», Kraków 1858, Biblioteka Polska, seria III, zeszyt 6, nota II
2. Do J. Zamoyskiego, dat. w Nowym Wereszczynie 15 października 1593, wyd. w: S. Żółkiewski Listy, wyd. T. Xże L. (T. Lubomirski), Kraków 1868
3. Do Stanisława Żółkiewskiego, kasztelana lwowskiego, dat. w Nowym Wereszczynie 7 kwietnia 1594, wyd. T. Wierzbowski Materiały do dziejów piśmiennictwa polskiego, t. 1, Warszawa 1900, s. 305—307.

## У літературі
Один з другорядних персонажів твору Ореста Левицького «Ганна Монтовт».